# Casa Garriga
La Casa Garriga és un edifici situat al Passeig de Gràcia i el carrer de Còrsega de Barcelona, catalogat com a bé cultural d'interès local.

## Història
Va ser projectat el 1909 per l'arquitecte Enric Sagnier per encàrrec del banquer Rupert Garriga-Nogués i Miranda (Saragossa, 1854-Barcelona, 1928), que va adoptar els cognoms del seu pare Manuel Garriga i Nogués (Barcelona, 1829-1897).

## Descripció
Presenta una façana eclèctica força sòbria, composta per un seguit d'obertures disposades simètricament, utilitzant unes motllures absents de decoració, sobre un fons de carreus de pedra buixardada. Tot i així, en el pis principal, on s'ubicava l'habitatge més important, hi destaca la tribuna i és on s'hi concentra la major part de la decoració d'estil modernista. Aquest estil tan sobri, s'acosta al classicisme afrancesat i li confereix un aire més senyorial.